# 21965 Dones
21965 Dones este un asteroid din centura principală de asteroizi.

## Descriere
21965 Dones este un asteroid din centura principală de asteroizi. A fost descoperit pe 13 noiembrie 1999 la Stația Anderson Mesa în cadrul programului LONEOS. Asteroidul prezintă o orbită caracterizată de o semiaxă mare de 2,96 ua, o excentricitate de 0,09 și o înclinație de 10,3° în raport cu ecliptica.